# Viola auricolor
Viola auricolor är en violväxtart som beskrevs av Carl Skottsberg. Viola auricolor ingår i släktet violer, och familjen violväxter. Inga underarter finns listade i Catalogue of Life.